# En anka vid kung Arturs hov
En anka vid kung Arturs hov (The Once and Future Duck) är en Disneyserie skapad av Don Rosa.
Den handlar om hur Kalle Anka, Knattarna, Oppfinnar-Jocke och Medhjälparen med hjälp av en tidsmaskin far tillbaka till tiden före skapandet av myterna runt Kung Artur. Problem med hemfärden uppstår samt vissa problem med Merlin och Kung Artur som misstar besökarna för fiender.
Serien har bland annat publicerats i Kalle Anka & C:o nr 21–23 1996.